# Oxylobium linariifolium
Oxylobium linariifolium är en ärtväxtart som först beskrevs av George Don jr, och fick sitt nu gällande namn av Karel Domin. Oxylobium linariifolium ingår i släktet Oxylobium och familjen ärtväxter. Inga underarter finns listade i Catalogue of Life.